# Sauris normis
Sauris normis là một loài bướm đêm trong họ Geometridae.